# Hugo Isaác Rodríguez
Hugo Isaac Rodríguez de la O, (Guadalajara, Jalisco, México, 8 de junio de 1990) es un futbolista mexicano que juega de Defensa central. Su actual equipo es el club Santos Laguna de la Primera División de México.

## Trayectoria

### Inicios y Atlas Fútbol Club
Rodríguez inició debutó el 10 de abril de 2010 con el club Atlas de Guadalajara frente al Club de Fútbol Pachuca. Atlas fue a ganar ese partido por 2-0

## Clubes
| Club                   | País   | Año             |
| ---------------------- | ------ | --------------- |
| Atlas Fútbol Club      | México | 2010 - 2012     |
| Tigres UANL            | México | 2012 - 2014     |
| Club de Fútbol Pachuca | México | 2014            |
| Tigres UANL            | México | 2015            |
| Club de Fútbol Pachuca | México | 2015 - 2016     |
| Monarcas Morelia       | México | 2016            |
| Mineros de Zacatecas   | México | 2017            |
| Club Puebla            | México | 2017 - 2018     |
| Club Santos Laguna     | México | 2019 - Presente |

### Estadísticas
| Atlas F. C. · México |               |               |     |    |    |   |   |    |     |    |
| 1ª | B 2010        | 3             | 0   | -  | -  | - | - | 3  | 0   |    |
| 1ª | 2010–11       | 9             | 0   | -  | -  | - | - | 9  | 0   |    |
| 1ª | 2011–12       | 25            | 4   | -  | -  | - | - | 25 | 4   |    |
| 1ª | AP 2012       | 14            | 1   | 1  | 0  | - | - | 15 | 1   |    |
| Total club | Total club    | 51            | 5   | 1  | 0  | - | - | 52 | 5   |    |
| Tigres U.A.N.L. · México |               |               |     |    |    |   |   |    |     |    |
| 1ª | CL 2013       | 3             | 0   | -  | -  | 1 | 0 | 4  | 0   |    |
| 1ª | AP 2013       | 3             | 0   | 1  | 0  | - | - | 4  | 0   |    |
| Total club | Total club    | 6             | 0   | 1  | 0  | 1 | 0 | 8  | 0   |    |
| C. F. Pachuca · México |               |               |     |    |    |   |   |    |     |    |
| 1ª | CL 2014       | 15            | 3   | -  | -  | - | - | 15 | 3   |    |
| 1ª | AP 2014       | 13            | 0   | -  | -  | 3 | 0 | 16 | 0   |    |
| Total club | Total club    | 28            | 3   | -  | -  | 3 | 0 | 31 | 3   |    |
| Tigres U.A.N.L. · México |               |               |     |    |    |   |   |    |     |    |
| 1ª | CL 2015       | 1             | 0   | -  | -  | 1 | 0 | 2  | 0   |    |
| Total club | Total club    | 1             | 0   | -  | -  | 1 | 0 | 2  | 0   |    |
| C. F. Pachuca · México |               |               |     |    |    |   |   |    |     |    |
| 1ª | 2015 - 2016   | 17            | 1   | 10 | 1  | - | - | 27 | 2   |    |
| Total club | Total club    | 17            | 1   | 10 | 1  | - | - | 27 | 2   |    |
| Monarcas Morelia · México |               |               |     |    |    |   |   |    |     |    |
| 1ª | 2016 - 2017   | 2             | 0   | -  | -  | - | - | 2  | 0   |    |
| Total club | Total club    | 2             | 0   | -  | -  | - | - | 2  | 0   |    |
| Total carrera | Total carrera | Total carrera | 105 | 9  | 12 | 1 | 5 | 0  | 122 | 10 |
| (1)Incluye datos de la Copa México, (2012-13, 2013-14, 2015-16). (2)Incluye datos de la Concacaf Liga de Campeones (2012-13, 2014-15), Copa Libertadores de América (2015,) |               |               |     |    |    |   |   |    |     |    |

## Selección nacional
En Selección Mexicana ha disputado 2 encuentros con la selección mayor, todos en el 2014 después del mundial, su debut fue contra Países Bajos. 
Fecha de debut: 12 de noviembre de 2014
Partido de debut:  Países Bajos 3-2  México
Entrenador que lo debutó: Miguel Herrera

### Partidos internacionales
| # | Fecha                   | Rival        | Sede                    | Estadio         | Resultado | Competición |
| - | ----------------------- | ------------ | ----------------------- | --------------- | --------- | ----------- |
| 1 | 12 de noviembre de 2014 | Países Bajos | Ámsterdam, Países Bajos | Amsterdam Arena | 2 - 3     | Amistoso    |
| 2 | 18 de noviembre de 2014 | Bielorrusia  | Borisov, Bielorrusia    | Borisov Arena   | 3 - 2     | Amistoso    |

## Palmarés
| Título  | Club          | País   | Año  |
| ------- | ------------- | ------ | ---- |
| LIGA MX | C. F. Pachuca | México | 2016 |